# 密縣戰鬥
密縣戰鬥發生於1929年11月2日－7日，地點則是在中國豫中北一帶（1987年密县改为新密市，今新密市地），是國民革命軍內部所發生的內戰戰鬥之一。密縣戰鬥的交戰雙方，一方為一軍及國軍十一路，另一方為孫良誠部隊。